# 中之島フェスティバルタワー

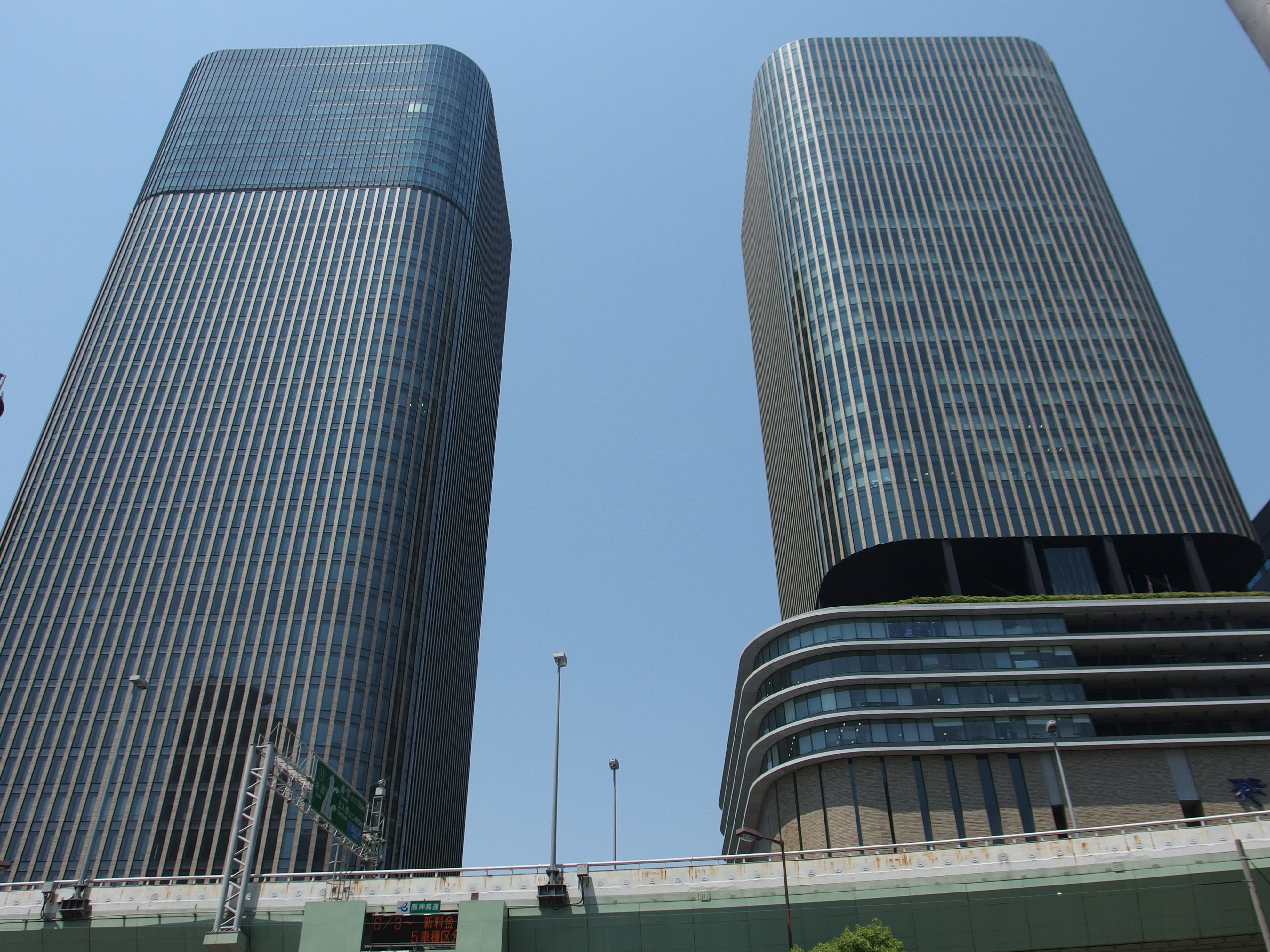
中之島フェスティバルタワー（東地区）・ウエスト
写真左がウエスト。

中之島フェスティバルタワー（なかのしまフェスティバルタワー）は、大阪府大阪市北区中之島2丁目にある超高層ビルである。朝日新聞大阪本社の本社ビルであり、朝日新聞社の登記上の本店所在地でもある。総事業費1000億円。

## 概要
朝日新聞社と朝日ビルディングが進めている「大阪・中之島プロジェクト」（四つ橋筋を挟んで相対する、東地区の新朝日ビルディング・フェスティバルホールと西地区の大阪朝日ビル・朝日新聞ビルを高さ200メートルの2棟のツインタワーへ建て替える計画）の一環として、まず、東地区の中之島フェスティバルタワーが2010年1月9日に着工、2012年11月6日に完成した。フェスティバルホールは2013年4月3日に開業記念式典を開き、4月10日開業。翌年に第34回大阪都市景観建築賞奨励賞を受賞。中之島フェスティバルタワー・ウエスト（西地区）は2014年6月25日に着工し、2017年4月17日開業。同施設内のコンラッド大阪（ヒルトングループ）は2017年6月9日、中之島香雪美術館は2018年3月21日にそれぞれ開業した。なお、東西両地区を中之島フェスティバルシティと総称する。2019年には第60回BCS賞を受賞した。
中之島フェスティバルタワー（東地区）
東地区は、低層階にフェスティバルホール、西地区街区から朝日新聞大阪本社が移転し、中高層階はテナントオフィスとなる。また、低層階から地下にかけてはフェスティバルプラザ（商業施設）が展開される。低層階に大空間のホールが入り、その上に高層のオフィスビルを配置する構成のため、低層階は、16本の外周柱（大臣柱）を、高層部は中央部のセンターコアと外周部のアウトチューブフレームを配した構造となっている。工事期間中、解体されたフェスティバルホールのレリーフ「牧神、音楽を楽しむの図」を再現したイルミネーションが、取り付けられていた錦橋側の工事用足場に取り付けられ、2010年12月11日から2011年1月8日までの夜間に点灯された。2015年5月には朝日放送テレビ（ABCテレビ）の予備送信所が設置された。
中之島フェスティバルタワー・ウエスト（西地区）
ウエスト（西地区）は4階に香雪美術館の分館および多目的ホール、6階から31階がオフィス、33階から40階の高層階にはヒルトングループのホテル「コンラッド大阪」が入居する。
ホテルは当初、ロイヤルホテル（東地区の新朝日ビルディング内でリーガグランドホテルを運営していた）が新ブランドのラグジュアリーホテルをオープンさせる計画で、2016年7月まで優先交渉権を持っていた。しかし、交渉が不調に終わり、結果的にコンラッド・ホテルの進出が決まった。
旧フェスティバルホール壁面のレリーフ「牧神、音楽を楽しむの図」は、当時と同じ信楽焼によって再制作されて新ビル外壁に引き続き設置される。
コンラッド大阪
ウエストの33〜40階に2017年6月9日に開業。日本ではコンラッド東京（東京都港区東新橋）に次いで2軒目のコンラッドとなる。「次世代型スマート・ラグジュアリーホテル」と位置づけられ、コンセプトは「Your Address in the Sky 雲をつきぬけて―」。
客室は164室で、広さは50平方メートル以上。殆どの客室が33〜37階に設けられているが、最大の「コンラッド・スイート」（220平方メートル）のみ39階に位置する。38階にはスパ「コンラッド・スパ」とフィットネス施設、プール、宴会場2室、ウエディングサロン、39階にはチャペル、エグゼクティブラウンジ、会議室2室が設けられ、フロントやレストランは最上階（40階）に位置する。
レストランは「アトモス・ダイニング」（オールデイダイニング）、「蔵-鉄板焼&寿司」（日本料理レストラン）、「C:GRILL」（シーフードグリルレストラン）の3箇所の他、ロビー横に「40スカイバー&ラウンジ」が設けられる。2018年7月24日には40階に「AERIA」（スイーツショップ）が新設される。
正式オープンに先立ち、ウエスト地下1階にウェディングサロンが2017年2月14日に先行開業した。

### フロア構成（東地区）
37F レストラン「ラ・フェット ひらまつ」、カンファレンスルーム「フェスティバルスイート」
15F - 36F オフィスゾーン、医療フロア（15階）、朝日カルチャーセンター（18階）
14F 機械室
13F スカイロビー
9F - 12F 朝日新聞大阪本社、カフェテリア「フェスティバルキッチン」（12階）
4F - 8F フェスティバルホール
B1F - 2F ホールエントランス、フェスティバルプラザ（商業施設）
B3F - B1F 駐車場
この他、テレビ朝日、名古屋テレビ放送や九州朝日放送などANN系列局の大阪（関西）支社も当ビルに入居している他、JNN系列局であるIBC岩手放送と山陰放送、中国放送などの大阪支社も入居する。

### フロア構成（ウエスト）
33F - 40F コンラッド大阪（ホテル）
6F - 31F オフィスゾーン
4F 香雪美術館・中之島会館（多目的ホール）
3F カフェテリア「サンマルシェ」
B1F - 2F エントランス、フェスティバルプラザ（商業施設）、キヤノンプラザ大阪 (1F)
カフェテリアの東地区12F「フェスティバルキッチン」およびウエスト3F「サンマルシェ」は一般利用も可能である。

## 主なテナント

### 東地区
フェスティバルプラザ
- ローソン
- プロント イル バール
- HUB
- キッチンジロー
- レストランアラスカ
- 文教堂書店
- 妻家房（英語版）
- インデアンカレー
- キッズ スクウェア（アルファコーポレーション運営の保育所）

オフィスゾーン
- 朝日新聞社グループ
  - 朝日新聞大阪本社（朝日新聞社の登記上本店）、日刊スポーツ新聞西日本本店・大阪本社（23階）、朝日ビルディング本社、朝日広告社関西支社、朝日建物管理本社、朝日新聞総合サービス大阪支店、全関西ケーブルテレビジョン、朝日プリンテック大阪支社、朝日学生新聞社大阪支社、朝日カルチャーセンター中之島教室

- テレビ朝日系列
  - 朝日放送報道スタジオ[19]、テレビ朝日関西支社、BS朝日関西支社、九州朝日放送大阪支社、長崎文化放送大阪支社、熊本朝日放送大阪支社、大分朝日放送大阪支社、鹿児島放送大阪支社、北海道テレビ放送関西支社、東日本放送関西支社、福島放送大阪支社、長野朝日放送大阪支社、名古屋テレビ放送大阪支社、静岡朝日テレビ関西支社、広島ホームテレビ大阪支社、愛媛朝日テレビ大阪支社、山口朝日放送大阪支社、北陸朝日放送大阪支社、新潟テレビ21大阪支社、福井放送[注 1]大阪支社

- テレビ朝日系列以外の放送事業者[注 2]
  - 中国放送大阪支社、信越放送大阪支社、IBC岩手放送大阪支社、山陰放送大阪支社、南日本放送大阪支社

- カネカ大阪本社
- 日立製作所関西支社
- 日本システム技術株式会社
- 高砂熱学工業大阪支店
- 三菱UFJ銀行中之島支店（26階）
- 伊藤忠丸紅鉄鋼大阪支社
- 凸版印刷西日本事業本部
- 関電工西日本営業本部・関西支店
- デジタル・アドバタイジング・コンソーシアム関西支社
- アイレップ大阪営業所
- 東リハウジング営業部
- 丸住製紙大阪支店
- ジェイアール東日本企画関西支社
- 台北駐大阪経済文化弁事処（17階・19階）[20]
- スイス損害保険会社大阪オフィス
- 栗原工業工務本部
- 竹中工務店
- 在大阪イタリア総領事館
- イタリア文化会館 大阪
- ジョンソンコントロールズ中之島サービスセンター
- 旅のデザインルーム大阪営業所
- 全国賃貸住宅新聞社大阪支局

医療フロア（15階/プロデュース・運営管理：グッドライフデザイン）
- 医療法人聖授会
- 医療法人悠生会 フェスティバルタワー筒井歯科

その他
- レストラン「ラ・フェット ひらまつ」（ひらまつ）

### ウエスト
フェスティバルプラザウエスト
- ファミマ!!
- 福吉兆
- 和光
- 鳥料理 藤よし
- 焼肉トラジ

オフィスゾーン
- 帝人大阪本社
- 帝人フロンティア大阪本社
- アサヒビール近畿圏統括本部
- アサヒ飲料近畿圏統括本部
- アサヒ飲料販売近畿圏地区営業推進部
- アサヒグループ食品近畿圏支店
- 共和薬品工業本社
- 野村総合研究所大阪総合センター
- NRIネットコム本社
- キヤノンマーケティングジャパン大阪支店
- キヤノン大阪プレゼンルーム
- 日鉄物産大阪支社
- 電通関西支社（電通パブリックリレーションズ関西支社、サイバー・コミュニケーションズ大阪支社など一部グループ企業含む）
- メガネの田中チェーン大阪本社
- アイリスオーヤマ大阪営業所
- 堺商事本社
- ニッセイコム関西支社
- 大建工業本社
- 日本アイ・ビー・エム大阪事業所
- ダイワボウ情報システム 本社及び大阪地区営業部門
- 阪神高速道路本社
- YKK APビル建材第一事業部 大阪支店
- アズビル
- 三菱電機ビルテクノサービス中之島営業所
- 朝日ビルディング 中之島支社
- IHI関西支社
- IHIインフラシステム営業本部
- IHI運搬機械関西グループ
- JIMテクノロジー大阪営業所
- 新潟トランシス大阪営業所
- 明星電気関西支店
- トーエネック大阪本部 営業部

## 沿革
- 2010年（平成22年）1月9日 - 東地区着工。
- 2011年12月13日 - 上棟式[21]
- 2012年
  - 11月6日 - 竣工[22]。
  - 11月28日 - 「フェスティバルプラザ」オープン[22]。※保育所は13年春オープン
  - 12月3日 - 「ラ・フェット ひらまつ」オープン[注 3][22]。
- 2013年
  - 4月1日 - 「中之島ウェルネスセンター（15階医療フロア）」オープン。
  - 4月3日 - フェスティバルホール開業記念式典を開催[23]。
  - 4月10日 - フェスティバルホール開業。
- 2017年
  - 4月17日 - フェスティバルシティ開業[24]。
  - 6月9日 - コンラッド大阪開業。
- 2018年3月21日 - 中之島香雪美術館開館。

## 交通機関
- Osaka Metro 四つ橋線肥後橋駅、京阪中之島線渡辺橋駅と直結
- Osaka Metro 御堂筋線淀屋橋駅 徒歩5分
- JR東西線北新地駅 徒歩8分
- JR大阪駅桜橋口 徒歩11分
- 大阪シティバス（8・53・62・75・88号系統）、北港観光バス中之島ループバス「ふらら」- 「渡辺橋」停留所下車
- 大阪シティバス（8・62・75・88号系統） - 「肥後橋」停留所下車

## 近隣の施設
- 国立国際美術館
- 大阪市立科学館
- 関西電力本店
- サントリーホールディングス本社
- モンシェール堂島本店
- アクア堂島
- ANAクラウンプラザホテル大阪
- リーガプレイス肥後橋（旧：リーガ中之島イン）
- アパホテル大阪肥後橋駅前
- 日本ライトハウス情報文化センター